# Union sportive thuirinoise

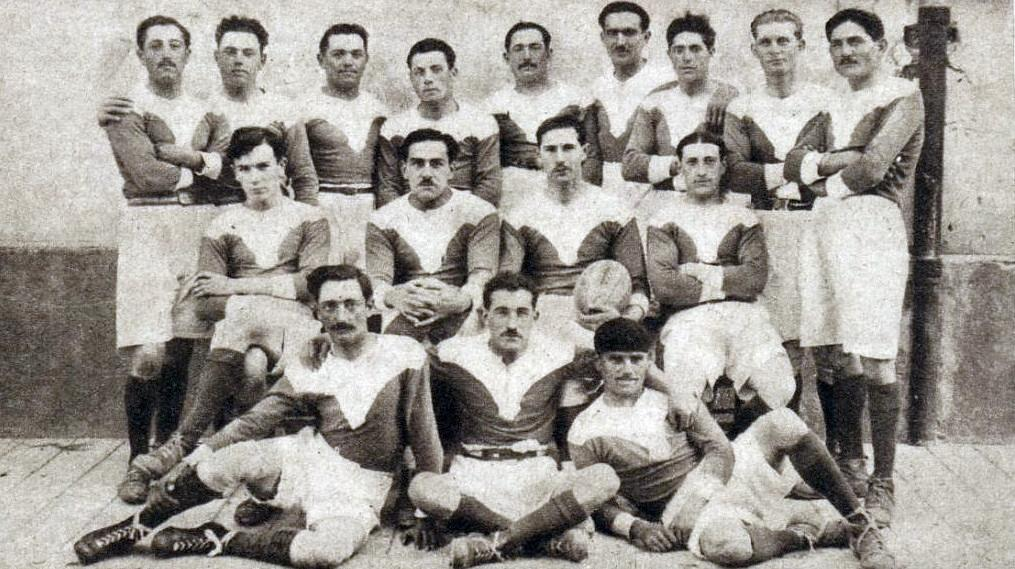
L'US Thuir en 1920 (Eugène Ribère porteur du ballon).

Maillots
Actualités
L'Union sportive thuirinoise ou US Thuir est un club de rugby à XV français fondé en 1911 et basé à Thuir dans les Pyrénées-Orientales. Il évolue actuellement en Fédérale 3.

## Histoire
Un premier club apparaît à Thuir en 1905 sous le nom de Stadoceste thuirinois, mais l’US Thuir est créée en 1911 et officiellement enregistrée après la Première Guerre mondiale en 1919.
L'UST évolue d’abord en Deuxième Série, puis en Honneur, avant de rejoindre la division d'Excellence, c’est-à-dire la première division, entre 1930 et 1939. Elle atteint les huitièmes de finale, face à l'AS montferrandaise en 1937, puis face au Biarritz olympique en 1939.
Après la Seconde Guerre mondiale, le club opte pour le rugby à XIII, mais revient au XV en 1949. Sa progression est alors lente mais régulière : troisième division en 1957, deuxième division en 1968, groupe B de la première division en 1977 et enfin groupe A de la première division pendant quatre saisons (1978-1982) grâce notamment à l'arrivée d'Alain Teixidor, ancien de l'USA Perpignan.
Ce retour dans l'élite est couronnée de deux seizièmes de finale, en 1978 face au grand Béziers (15-29) au stade Aimé-Giral de Perpignan et en 1981 de justesse face à Valence (10-13).
Elle redescend en groupe B de 1982 à 1989, puis en deuxième division jusqu’en 1995 et enfin en troisième division. Le club oscille depuis lors entre la deuxième et la troisième divisions
, passant même une saison en Honneur (premier niveau régional). L’équipe première joue actuellement en Fédérale 3 (Cinquième Division Nationale).
En 2017-2018 il termine 4e de la poule 11 de Fédérale 3.
Lors de la saison 2024-2025, l'UST termine première de sa poule et obtient son ticket d'accession à la fédérale 2, 14 ans après l'avoir quittée, en disposant du RC Saudrune en 16ème de finale. Malheureusement, les thuirinois échoueront en 8ème de finale face à l'UMS Rugby, à Mauguio, sur le score de 23-29. La même année, l'équipe U16 devient championne d’occitanie en régional 1. L’équipe U18 évolue parvient également aux phases finales de son championnat.

## Identité visuelle

### Logo

Évolution du logo
Ancien logo.
Logo actuel.

## Palmarès
- Championnat de France de première division :
  - Huitième de finaliste (2) : 1937 et 1939
- Championnat de France de deuxième division :
  - Demi-finaliste (2) : 1977 et 1991
- Championnat de France de troisième division :
  - Finaliste (1) : 1968
- Championnat de France Excellence B :
  - Champion (1) : 2018

### Autres compétitions
- Challenge de l'Espérance :
  - Finaliste (1) : 1985

## Joueurs emblématiques
Le plus célèbre fut Eugène Ribère, né à Thuir, 12 fois capitaine du XV de France dans les années 1920 et 1930, qui fit carrière à Perpignan et Quillan.
- Jean Dunyach
- Eugène Ribère
- Alain Teixidor
- Jean-François Imbernon
- Henri Gras
- Georges Coste
- Jean Ruiz
- André Bruzy
- Alain Teixidor
- André Gau
- Théo Forner
- Gilbert Ponramon